# Пахучка кавказская
Пахучка кавказская (лат. Clinopodium caucasicum) — вид травянистых растений рода Пахучка (Clinopodium) семейства Яснотковые (Lamiaceae), распространённый в Центральном и Северном Кавказе, сухостепных районах Восточной Европы.

## Ботаническое описание

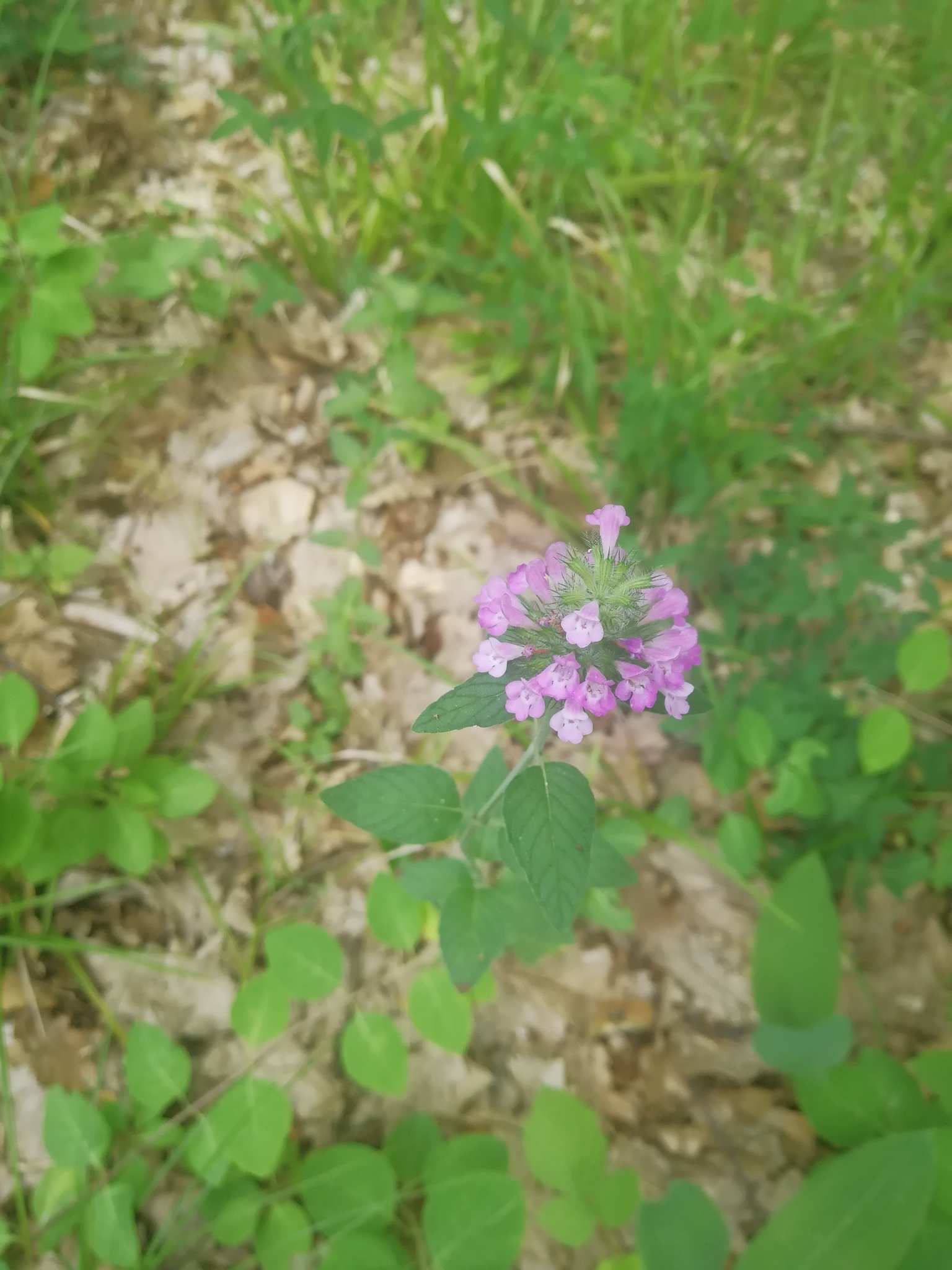
Соцветие

Растение (15) 30—60 (90) см высотой. Стебли прямые или в основании восходящие, простые или слабо ветвящиеся, хорошо облиственные, опушены дуговидно загнутыми вниз многоклеточными волосками. Нижние стеблевые листья от широкояйцевидных до узкояйцевидных; средние стеблевые листья от яйцевидных до широколанцетных, в основании округлые или усеченные, по краю пильчатые; верхние стеблевые листья от яйцевидных до ланцетных, в основании от слабо сердцевидных до клиновидных, по краю от цельнокрайных до остропильчатых.
Соцветия — ложные мутовки, в количестве 1—3 на верхушке стебля, 15—30 мм в диаметре (без венчиков); цветков в дихазии 10—20. Чашечка 7—9 (9,5) мм длиной; губы б. м. равные или нижняя на 0,5—1 мм длиннее; зубцы верхней губы шиловидные, реснитчатые, 2—2,5 мм длиной, зубцы нижней губы 3—4 (4,5) мм длиной; трубка чашечки заметно изогнутая, опушена от основания на ½—⅔ длины короткими, вперед направленными, б. м. изогнутыми волосками; ниже верхних зубцов по изгибу трубка опушена длинными реснитчатыми волосками. Венчик розовый, 12—17 мм длиной; столбик обычно выставляющийся из-под верхней губы на 1—4 мм. Эремы округлые, буроватые.
Цветение в июне—сентябре.